# 國民革命軍第七十四軍
國民革命軍第七十四軍（1946年3月整編為整編第七十四師）為抗日戰爭時組建之國民革命軍陸軍軍級單位，成立後幾乎參與了抗日戰爭華中地區的所有重要戰役，以其頑強的戰鬥意志與戰果被譽為“抗日鐵軍”，因部队由五十一师、五十七师和五十八师组成又被日军称为“三五部队”。抗战结束后第七十四軍改編為整編第七十四師，作为国军五大主力之一参与第二次国共内战。歷經兩次被灭、三次重建。
蔣中正曾說：“自先總理手創黃埔以來，革命軍隊迭經內外戰爭，成就了許多能征善戰的英雄之師，這其中新一軍、新六軍、第十八軍、第七十四軍作風頑強功勳卓著，最為國人欽佩，而第七十四軍又是其中最突出之代表。”

## 組建與對日作戰

### 1937年
民國二十六年（1937年）9月1日在浙江省，由王耀武第51師（轄151旅，旅長周志道、153旅，旅長李天霞）和俞濟時第58師（轄172旅，旅長何凌霄、174旅、旅長吳濟光）合編而成第七十四軍，俞濟時任軍長，全軍為標準的2師、4旅、8團制步兵師，總和部隊規模約2.1萬人。其中第五十八師砲兵營有6門75mm榴彈炮。
第七十四軍的成立基本上是因應抗日戰爭戰火擴大之下的擴軍方案，雖然軍長俞濟時因一二八上海會戰在國軍內享有軍譽，但是成立時的旗下部隊多半與精銳無緣。
51師原本為滇軍使用的編制，最後一位滇系師長為范石生，范石生離職後，在民國二十四年（1935年）初師長由黃埔軍校一期畢業生，由范石生保鑑入學柏天民接任，但隨即師內幹部軍官反制，柏天民無力駕馭該部隊因此離職，南京政府雖一度由原本副師長李靖難代理，在民國二十五年4月又派遣陳又新任職，但結果仍無力駕馭部隊，南京政府決定將51師解編，番號撤銷。
民國二十五（1936）年8月26日，國民革命軍補充第1旅（旅長王耀武，成立于1934年1月，所辖3个团为保定编练处招募新兵编成的3个新团，各级干部均为黄埔出身，團級幹部由黄埔四期畢業生擔任，營級幹部为黄埔六期畢業生）在增募1團兵力後部隊番號改為新編第11師，隨後新編第11師撤銷編號，啟用國民革命軍第51師番號，原訂將使用二十一年整理师编制的三團制步兵師，辖301团、302团、306团，师部直属特务营、辎重营、通信营、工兵营、炮兵排及卫生连。1937年时，51师被列入第三批“调整师”整编序列計畫換裝，但開戰前未能完成作業。51師雖然在人事上屬中央軍系，但除未具有戰名，亦未完成調整師訓練，軍力狀態可說為嫡系中的雜牌。第51师当时配有德式M35钢盔，轻机枪每连至少6挺，多则9挺；重机枪每营6挺；每个步兵团82毫米迫击炮6门；師砲兵缺編。51师原辖3个步兵团，调整师编制需为2旅4团制。直到淞沪会战爆发后，才从陕西警备旅中划拨1个新兵团编入第51师，即第305团，团长张灵甫，但还没有补充武器，所以王耀武说：“今新成立305团，有兵无枪，甚为焦虑，现该团已经参加构筑工事及在枪炮声下练习胆量。”李天霞时任第51师副师长兼第153旅旅长，该旅下辖邱维达的306团和張靈甫的305团。1937年8月第51师奉命从陕西宝鸡乘火车开赴上海参战。
第58師在來源上則更複雜。可追溯至豫鲁皖交接处的王金韬民间“杆子”武装，辛亥革命时攻克丰县，改为“江北民军”，王金韬任统领，1915年任菏泽县警备队长，被曹州镇守使兼山东陆军第三混成旅徐鸿宾收编为镇守史署副官长。1924年10月北京政变时曹州镇守使徐鸿宾潜逃，曹州镇守使署参谋长吕秀文率部宣告独立，加入冯玉祥国民军，准备对抗山东督办郑士琦；王金韬为吕部营长。1925年4月段祺瑞政府任命吕秀文为第三混成旅旅长。1925年4月奉系张宗昌任山东省督办，派师长褚玉璞率兵自济宁准备攻取曹州。驻巨野的吕秀文部营长王金韬放弃了巨野县城以及夏官屯（今麒麟镇夏官屯村）的防线，退守龙固集并派地方士绅赴曹州劝吕秀文取消独立，服从省督张宗昌。1925年5月11日吕秀文部在曹州被褚玉璞部毕庶澄缴械。1927年3月24日，国民革命军占领南京的同一天，褚玉璞部王金韬团在滁州响应北伐军，截断津浦南段鲁军向北退路。鲁军张宗甫旅由江浦撤退，3月27日进入滁县界，是夜张宗甫部炮击滁城死伤居民30多人、击毁民房100多间；王金韬部夜袭张宗甫，迫其于3月28日晨北逃。4月初王金韬部退入合肥县城投靠马祥斌的国民革命军独立第五师（原安徽陆军第2旅），改编为国民革命军独立第4旅。马与王素无瓜葛，担心是张宗昌作诈，故未同意王部进城，让其暂驻合肥城东南包公祠一带。王金韬部因不被信任而准备撤走，合肥县长鲍庚还率各界代表前往苦苦挽留，为城防保留了一支生力军。4月18日直鲁联军前卫部队抵达合肥城西北郊外，傍晚开始围攻合肥城，被守军马祥斌独立第五师击退。5月初直鲁联军陆学文(合肥人)等旅绕至东七里站、飞机场一带向马部防御薄弱的城东三里街、买卖街进攻。守军不支退入东城。陆学文旅占领了坝上街、木滩和东门大桥，兵临城下，合肥城东防务危急。王金韬率部由城东南侧击直鲁军，将陆学文旅赶到二十里埠一带，保卫了城东的安全。从此，王金韬部就担负城东地区的防守任务，完善了合肥城防体系。直鲁联军程国瑞军、朱泮藻军及第一军炮兵第四旅大部攻击合肥东门，张敬尧攻击合肥西门，合肥守军马祥斌独立第五师及自卫队与王金韬部顽强抵抗，在柏文蔚国民革命军第三十三军第二师和岳相如独立旅配合下，多次击退直鲁军的进攻。北伐军第三路（总指挥李宗仁）指挥王普第二十七军、第十五军及王天培第十军两个师分别由芜湖、大通渡江，5月16日晨解合肥之围。王金韬部编补直鲁联军溃兵4000余人，编成5个步兵团、炮兵营、工兵个营，以及机枪、迫击炮各5个连，编为国民革命军先遣军，随北伐第三路攻占皖北。6月10日，王金韬率部攻袭夏邑县城，生擒豫东镇守使郭振才，缴获枪支数千。被改编为独立第三师。1927年8月列入国民革命军第二路（前敌总指挥白崇禧）参加龙潭战役。1927年10月，乘宁汉分裂、冯玉祥在河南立足未稳之际，直鲁联军发动豫东攻势，以褚玉璞、徐源泉、张敬尧、刘志陆、方永昌、袁家骥、王栋、潘鸿钧等八个军，由陇海路东段向西猛扑，以攻占归德、开封，与盘踞京汉路北段的奉军第三、四方面军团张学良、韩麟春部会师郑州，摧毁冯系。冯玉祥的东路军总指挥鹿钟麟率杨虎城、庞炳勋、王鸿恩、吕秀文等4个军，常好仁、王金韬、李元藻、王毓芬等4个师在归德以东地区防守，甫经接触，即纷纷溃退，杨虎城第十军及王金韬师被围归德。10月29日，冯玉祥部在考城转入总反攻，直鲁联军大败，11月5日围攻归德的直鲁军袁家骥部也被国民联军内外夹击大部被歼。1928年初王金韬被卫士谋害，在徐州被烧死，师参谋长陈耀汉继任师长。陈耀汉，字子杰，1889年出生于山东阳谷，从山东军官学校毕业后在菏泽县的山东省立第六中学当军事教员；王金韬驻军菏泽时，邀请陈耀汉到部队里担任参谋长。1928年底，合肥各界人士在合肥城中心四牌楼处建立“马王二公祠”以纪念坚守合肥两月有余、拒直鲁军阀和白俄骑兵十万之敌于城外免遭蹂躏的马祥斌、王金韬。全新的四牌楼，为四层钢筋混凝土结构，二层放置马王二将军神像牌位和记功碑，悬挂“保境卫民”匾额。1929年1月被缩编为独立第1旅。随着新桂系战败退回广西，该旅投靠南京当局被调到鄂东北、六安县城围剿红军。1929年12月，驻安徽的第十三路军总指挥石友三突然叛变，并动用炮兵炮轰南京，独立第1旅又被紧急调去堵截，虽然事后因为石友三迅速撤走，双方实际上没怎么交手。1930年该旅被改编为新编26师。1931年4月，受江淮米船惨案弹劾案的影响，蒋介石趁机削弱了安徽省政府主席陈调元的兵权，将新编26师改编第58师，移驻河南商城。58師下辖第172、174两个旅，每旅辖两团，陳耀漢擔任師長，师参谋长周植先（陆大六期），旅长李延齡、张镜明，团长王瑞斌、孫芳蘭（黄埔四期）、陈向宸、徐心同，工兵营长张震、炮兵营长张好善和新兵营长申鸿序等。红四方面军主力就发起商潢战役，1932年2月底，陈耀汉指挥第58师在大雪之中掩护着商城县的土豪乡绅和达官贵人冲破红军的封锁，一直退到湖北麻城境内，之后该师被派去保护郑州至信阳间的铁路。1932年5月，红四方面军主力回师豫南地区，并在潢光战役中重创河南清乡督办张钫的第二十路军，蒋介石把第58师派去支援。1932年8月发动对鄂豫皖革命根据地第四次围剿，第58师被编入两支主力纵队之一的陈继承纵队，被布置于二线。在追击到光山泼皮河时，该师遭到徐海东指挥的红九军第27师的反突击，被歼灭了一个团。1932年12月，红四方面军主力向西转移后，第58师随后奉命常驻黄陂、宣化店地区，负责驻剿当地红军游击队。1933年7月，第58师被调到鄂东北苏区中心区。1934年6月第58师调到湘鄂赣苏区清剿。1935年1月红二、六军团在湘鄂边发起湘西攻势，第58师被调去支援。民國二十四（1935）年4月13日至16日在湖南省桑植县陈家河地区與长征中的中國工農紅軍紅二军团和红六軍團遭遇，第172旅旅長李延齡率部发动进攻，第343团团长王瑞斌在战斗中当场阵亡，第344团团长孙芳兰被俘，李延龄拔出大刀与红军力战身亡，該役戰死超過2000人，該役後被共軍稱為「陳家河战斗大捷」。红二、六军团继续追击第58师，歼灭了走在后面的申鸿序的新兵营。左路的陈耀汉听说第172旅已经覆灭，令全师掉头南逃，在桃子溪地区休整时被红军追上，第58师不战自乱，第174旅第347团团长陈向宸被击毙，师参谋长周植先被俘，陈耀汉欲举枪自尽被卫兵救下，和174旅旅长张镜明、团长徐心同等逃回大庸县城，收容残部後仅剩5,000余人，枪械马匹等作战物资大多遺棄。蒋介石以作战不利罪名将住院治疗脚伤的陈耀汉革职。第58师残部由旅长张镜明带领开往宜昌，全師被缩编为第174旅。後續補充部隊時，南京政府在1935年6月15日將浙江保安第3團團長何凌霄調為172旅旅長。1935年6月24日调浙江保安司令俞濟時接任中将師長，将第58师174旅再缩编為1个团，再將浙江保安團第3、5、7團兵力作為補充戰力編給了58師。
經過這波重整，58師雖然仍為下轄172旅、174旅的4團制部隊，但其中3個團已經是俞濟時派系的部隊，原先的地方軍系人員僅存1個團，師內舊勢力大不如前，此後俞濟時陸續將該師排級以上軍官陸續替換為中央軍校畢業生，174旅旅长張镜明不久也被俞济时明升暗降为副师长，从此不再握有兵权。174旅旅長職務後由該旅下轄的347團團長朱奇接任。雖然58師在這時算是廣義上的「中央化」部隊，但部隊內軍官構成仍大量留用直魯聯軍時代的軍官，在國軍的派系歸類中頂多算是雜牌軍中的中央系，這種嫡雜兼具的色彩與其它被稱五大主力的中央軍系單位相比非常平凡，從平凡中竄升成國軍主力更添增了第七十四軍而後的傳奇性。
七十四軍成軍不久隨即參與1937年8月13日爆發之淞滬會戰，51師在羅店接收第十八军第11师阵地坚守吴淞至昆山公路、58師在蕰藻浜戰場。坚守施相公庙、苏村等阵地两月，最后在青浦、苏州、望亭掩护友军撤退，战斗中第58师174旅旅长吳繼光殉国。11月5日，俞济时专任第七十四军军长，第58师师长由國民革命軍第88師副師長冯圣法継任。因損失過重於11月9日撤出淞滬戰場休整。日军在杭州湾金山卫登录，11月15日第51师驰援青浦镇西南朱家角镇，掩护大部队西撤。淞沪抗战，王耀武的第51师伤亡3,000余人，坚守战线两个月不被日军突破，保持主力尚存而撤出战场，声名鹊起；俞济时的第58师也表现上乘，因此打出了第七十四军的名气。淞沪抗战该军两个师伤亡了4707人，约占全军实力数的将近四分之一。
急轉直下的戰局，讓第七十四軍隨後立即投入於同年12月1日爆發之南京保衛戰。擔任南京周邊湖熟鎮、盪山鎮、淳化鎮等地的守備任務。全军还有17,000余人。王耀武的第51师，担任方山至淳化镇守备，下辖的4个团，301团、302团坚守一线，张灵甫305团构筑预备阵地，邱维达的306团担任师预备队。12月8日，301团和302团遭受较大伤亡，副团长以下700余官兵阵亡，301團代理團長紀鴻儒重伤。12月8日，306團以加强的第一营固守湖熟鎮，阻止日军从右侧突破。12月11日，305团守毛官渡、华岩寺阵地，其第二营固守的东山屯阵地被突破，第306团退守中华门至光华门之线抗击日军坦克突破与步兵爬城。12月12日，302团团长程智在水西门阵亡，遗骸无法带回，團長邱維達重伤；张灵甫受命掩护一线部队撤退，其本人手臂负伤，该团成为残部。兵力與訓練皆不足的第七十四军強行迎戰日軍後损失惨重，第51师3,758人負傷；58師174旅副旅長劉國用戰死，在兵力不足下第七十四軍逐步退往南京城下之下关集结渡江。12月13日，南京淪陷後，守军各自突围，因缺少渡江船只而引发大规模混乱，第七十四军因军长俞濟時事前通过与同族、时任交通部长俞飞鹏的关系，提前预备下两艘小火轮，才得以渡过江北。第51师第306团团长邱维达回忆：

我身负重伤，被担架抬至下关江边，我欲驱散跟随我的弟兄，不要管我，自寻出路，以免受我之累。然而我的好兄弟们异口同声说，生在一起，死在一起。绝处逢生，俞飞鹏为侄子俞济时准备的小火轮，接走俞军长和王师长后，再返回江边救人，却无法靠岸。邹副官将小火轮上抛下的绳索捆在我的腰上，从冰冷的江水中把我拖上渡轮。

1937年12月21日俞济时电报中称，第51师收容1,627人、第58师收容1,142人。按照王耀武的说法，算上陆续归队的官兵，第74军全军撤出来大约5,000人。据51师南京保卫战战报：伤亡7,855人，武器装备几乎全部丢失。第51师损失：第302团团长程智以下4070人牺牲，第301团代理团长纪鸿儒、第305团团长张灵甫、第306团团长邱维达以下3785人负伤。第58师战后收容官佐531员、士兵2525名。
稍事收容後該師調往开封整補，旋即開赴沙市。

### 1938年
1938年初七十四軍在湖北省沙市休整，由國民革命軍第140師補充旅補入58師172旅，以该旅第1团与原344团余部合编为第344团，第2团与原348团余部合编为第348团，使58師恢復戰力。1938年4月，七十四軍北調河南省東部投入徐州會戰，58師於5月13日在砀山韓道口鎮與日軍岩仲挺进队（以战车第1大队主力、第13师团步兵第104联队第3大队主力、山炮一个中队、工兵一个中队临时编成）接戰，擊退攻勢。5月14日至17日58師174旅（欠第348团）駐守徐州豐縣，掩護第五戰區部隊撤退。
1938年5月18日，奉命将防务移交第八军，除58師之174旅外的七十四軍主力西移参加围歼日军第14师团（配属野战重炮兵第2旅团、独立野战重炮兵第8联队等部）的兰封会战，在此役雖表現良好，先后克复罗王车站及罗王砦、何砦、范店等重要阵地。但是因桂永清部的無能導致戰役失敗，51師302團團長紀鴻儒阵亡（2015年8月入第二批600名著名抗日英烈和英雄群体名录）。
兰封会战結束後，6月調往调赣北德安地区整补。休整期間稅警總團余部改編的國民革命軍第40師曾一度編入七十四軍序列。同時俞濟時调来第88師第264旅旅長廖齡奇擔任58師172旅旅長，替換與馮聖法關係不佳的邱維達，廖齡奇隨後升任該師副師長。7月22日，军政部统计：第51师 步枪3010支，轻机枪200挺，重机枪48挺，迫击炮24门，战车防御炮5门，山炮7门；第58师 步枪2942支，轻机枪190挺，重机枪38挺，迫击炮24门，战车防御炮6门，野炮6门。第58师共十一次补充官佐149员，士兵6472名。
1938年8月，俞濟時升任兼第三十六軍團（辖第29军、第74军）軍團長，第40师調入國民革命軍第二十九軍。
1938年8月底，日军丸山支队（以第9师团步兵第6旅团为基干）突破第30集团军岷山防线，威胁南浔线守军侧背。第七十四軍投入武汉会战，第51师、第58师先后增援阻击，但未能顶住日军攻势。最初因阻擊不力遭到武漢行營斥責。1938年9月18日，军长俞济时、第58师师长冯圣法、第151旅旅长周志道、等因作战不力受到撤职留任等处分；第302团团长杨雪珊撤职查办，第301团团长张汉铎、李嵩撤职留任。马廽岭战斗后，172旅旅长邱维达调职，由40师旅长廖龄奇接任。
9月底至10月13日參與德安戰役，圍殲日軍第106師團大部，74军全军损失过半，第306团团长常孝德重伤。第58师在武汉会战（8月至11月）中，战死军官64人，士兵2416；战伤军官164人，士兵3180；失踪官兵435人。戰役後11月調往湖南省长沙、株洲、湘潭等地整补。王耀武升任副军长，仍兼第51师师长。
11月7日，58師戰防砲連士官安德成、士兵張綸林因砲擊日軍軍艦有功獲勳青天白日勳章。

### 1939年
1月，列入第一期战区直辖整训部队进行整理，因前线战事因素暂缓。第57师改隶第74军建制。第57师，前身为五省联军一部， 1930年9月组建， 1936年按调整师编制整编。师长施中诚。
1939年俞濟時兼任第二十集團軍副總司令。
3月，七十四軍投入南昌會戰，在反攻南昌城期間在高安與日軍進行激戰，雖然南昌城最後失守，但因確保高安之戰功，七十四軍51師獲得嘉獎。蔣中正電俞濟時王耀武高安三失三得使國軍全體官兵振奮希再接再厲电。第51师副师长李天霞因“指挥有方，克复高安”、第306团团长卢醒因“驱逐高安附近敌人占领祥符观”、第57师337团团长刘福璜因在“锦河南岸布置河防适时堵截”、第339团上尉连长朱邦泰因设伏“烧敌汽车4辆并溃敌虏获步枪10支轻机枪2挺”获颁华胄荣誉奖章。第57师169旅少将旅长李琰、第51师305团少校营长李运良、第58师344团2营中校营长黄士韩等46人（其中士兵21人）获颁陆海空军奖章。
1939年6月俞濟時升任第十九集團軍副司令兼第八十六軍軍長，6月24日第51師師長王耀武升任軍長，李天霞升任第51师师长。7月，冯圣法升任副军长，陈式正升任第58师师长。孙传芳五省联军余部改编的第57師編入第七十四軍作戰序列，從此之後日軍經常提及的三五部隊成型。此時第七十四軍下轄第51師（師長李天霞）、57師（師長施中誠）、58師（師長陳式正）。同時七十四軍納入軍事委員會第二期直轄整訓部隊序列，獲得軍械補充，在各步兵師下成立迫擊砲營。按二十七年军师编制进行整编，每师编配步枪2500支，轻机枪172挺，重机枪54挺，迫击炮30门，各师成立迫击炮营。实际上至第一次长沙会战前第51师步枪2115支，轻机枪132挺，重机枪33挺，迫击炮19门；57师2269支、轻机枪136挺、重机枪37挺、迫击炮17门。
1939年8月，第58師野砲營轉為軍直轄砲兵營。
9月20日，老资格的第57師師長施中誠升兼副軍長。
1939年9月至10月，七十四軍投入第一次長沙會戰。第51师伤亡官兵728人，第57师伤亡官兵1011人，第58师担任军预备队。战后，军长王耀武因“坚忍沉着，掌握确实，指挥得力”受到战区奖励，第51师因“攻克村前街、九仙汤各要点，均予敌以重创”，第57师因“攻克上富要点，断敌联络补给”被第九战区评为战绩最优师，第58师因“攻克杨公塘”被评为战绩次优师。第51师中士班长冯占奎、第57师上尉连长邢吉麟、中士班长王殿龙因功获颁华胄荣誉奖章。
10月，移上高、宜丰整理。
1939年12月，投入第九戰區冬季攻勢。第51师连长李超然等4人、第57师团长刘肇恒等15人、第58师排长梁为学等4人因功获颁陆海空军、光华、华胄等奖章。
1939年國民革命軍會議的決議中，對當時國民革命軍實戰單位進行調整，並從全國150支正規軍級單位中選出4個軍（长江南北各两个军）變更為攻擊軍編制，换装苏械、優先補給以及優質兵源補充之優勢，其中包含第七十四軍（其余部队为长江以北的第一军、第二军，长江以南的机械化部队第五军）。
高層授意加上軍長王耀武本身經商生財有道並且識人有術，第七十四軍享有當時國民革命軍中數一數二的後勤優勢與撫卹，加上王耀武不斷拔擢如張靈甫等一批實戰表現優秀的軍官，因此第七十四軍從軍官到兵員凝聚力強，戰鬥意志高昂，故第七十四軍虽经常在各大會戰中以慘重代價挫敗日軍，但仍能不斷重建回復優秀戰力。

### 1940年
2月，第58師師長陳式正調職，由58師副師長廖齡奇扶正。
6月，由於棗宜會戰第五戰區遭到重創，因此七十四軍奉命攻擊南昌，牽制日軍在湖北省一帶的攻勢。
8月13日，在高安防地举行抗日阵亡将士追悼大会，国民政府主席林森题写挽額：“卫国完忠”。
9月列入第四期战区直辖整训部队进行整训。余程萬接任57師師長。
10月，第51师配属第70军参加奉新附近战斗。

### 1941年
1941年3月14日参加上高會戰。张灵甫刚升任第58师副师长，由于师长廖龄奇受训未归，遂以副师长之身指挥作战，代行师长職權。4月8日和4月9日克安義外圍的長埠、宋埠、平洲、弓尖各要點。日軍受到重大傷亡後撤回原駐地。雙方恢復戰前態勢，會戰結束。此役第七十四軍被19集團軍司令羅卓英評價為“戰鬥力量堅強”。第七十四軍在戰役中“拼死力拒，雖血肉橫飛、傷亡慘重，仍不稍退，是日一日間敵我傷亡均在四千以上”，戰功顯赫，榮獲國民政府第一號武功狀和最高榮譽“飛虎旗”，被譽為抗日鐵軍。上高会战中，第51师师长李天霞和第57师师长余程万，一个攻如动兔，一个守若泰山，战后李天霞获陆海空军第一号“武功状”，第57师官兵集体获“虎贲”荣誉称号。因在会战中“跨锦河两岸作战，南岸迭创顽敌，扶危救险，北岸坚守要地确保上高，在全战役中实为战场骨干，充分发挥平战两时之精神与纪律，用收伟大战果，建立光荣战绩”，国民政府颁给该军荣誉旗。
上高会战后，第七十四军在分宜、新余整訓换装攻擊軍所增發的蘇製軍械，得到115mm榴彈砲18門，76mm野戰炮8門，37mm1930年型(1-K)37公厘戰防炮7門，馬克沁M1910重機槍37挺，DP機槍70挺。除了三個步兵師外，軍級直轄部隊此時有炮兵團、工兵團、錙重團、補充第一團、補充第二團、搜索營、高炮營、戰防炮營、通信營、特務營。此編裝具有完整的步兵、炮兵、工兵、錙重、通信等裝備，補充團則確保旗下步兵師遭遇作戰損失時可以即刻獲得完成訓練的兵源恢復戰力，戰力與一般軍級單位相比更顯完整，使七十四軍具備作為戰區預備隊的相應實力。
1941年9月6日日軍發動第二次長沙會戰時因第九戰區指揮部佈署不當，春华山一线情报指挥失当，遭到日軍在南北夾擊下傷亡慘重，糧彈俱缺下被迫於10月1日向北突圍撤退。日軍於10月5日渡過汨羅江，10月8日渡過新牆河，此後憑藉堅固工事頑抗，雙方形成對峙，恢復了戰前態勢，戰役結束。此役57師、58師傷亡過半，57師步兵指揮官李翰卿戰死（2014年9月1日入第一批300名著名抗日英烈和英雄群体名录）。第51师中校参谋主任罗幸理、补充团上校团长胡景瑗、少尉排长徐科生、上士排附赵应山、第57师169团3营少校营长孟继冬、机3连上尉连长熊海龙等人因功获颁陆海空军、干城、华胄等奖章。58師師長廖齡奇因自行調動收整部隊，會戰後遭到第九戰區扣押審訊，10月以「臨陣脫逃」罪名遭到槍決，58師師長則由副師長張靈甫接任。
9月，贵州镇（远）独（山）师管区（直辖贵州东南23个县和独山、榕江征兵事务所）奉令配属第74军，副军长施中诚兼任师管区司令。
12月初，移驻广西来宾、宜山一带，准备支援香港英军作战。因香港过早失陷，日军侵犯长沙，于月底奉命开衡阳待命参战。

### 1942年
1942年4月，七十四军参加浙贛戰役。战后，第57师通信连中士班长宋孝忠、第169团中士班长吴汉明、170团上等兵吴修池、171团上士班长田方生因功获颁干城乙种二等奖章。
10月，被选定为军委会直辖突击作战部队。
11月副軍長施中誠轉任國民革命軍第一百軍軍長。12月，李天霞任副軍長兼師管區司令免兼师长，51師師長由周志道接任。

### 1943年
民國二十二（1943）3月，李天霞轉入一百軍擔任軍長，副軍長懸缺至同年9月，由57師師長余程萬接任。
5月，57師之外的七十四軍部隊投入鄂西會戰，在公安縣一帶與日軍交戰。因在“公安西方与敌激战予敌重创，俘虏较各军为多，并克复公安战绩卓著”，军长王耀武晋授三等宝鼎勋章。戰役結束後調往桃源縣整訓，並納編第六戰區指揮。
8月，王耀武升任第5集团军副总司令，仍兼第74军军长。该军驻桃源整训，归第六战区指挥，一直未归建第5集团军。
10月，三十二年度国庆叙勋，军少将参谋长孟广珍、炮兵团少将团长金定州、工兵团上校团长赵峙山、第51师少将步兵指挥官唐生海、第151团团长陈传钧、第152团团长胡景瑗、第153团团长王梦庚、第57师少将参谋长陈嘘云、少将步兵指挥官周义重、第171团上校团长杜鼎、第58师少将副师长蔡仁杰、少将步兵指挥官李嵩、第172团上校团长柴意新、第58师政治部中尉连政治指导员张国华等53人获颁陆海空军、干城等奖章。
1943年11月2日爆發常德會戰。第七十四軍第57師8,000人堅守常德城16天，第57师169团团长柴意新牺牲（2014年9月1日入第一批300名著名抗日英烈和英雄群体名录）。隨後在友軍突圍下日軍包圍圈短暫遭到突破，在全師可用部隊不足600人的慘況下，57師師長余程萬率180人突圍，常德失守，但日軍在此役遭到重創，因此無力守城，6天後（12月20日）其餘74軍部隊又收復常德。战后，第74军因“担负最艰难任务，各级官兵坚强奋斗忠勇牺牲，其态悲壮惨烈，战绩彪炳，至其平时训练之优良、纪律之严明，均足为国军楷模”；第57师因“守备常德，血战15昼夜，敌以飞机大炮毒气火攻等，我官兵以血肉撑持，尤以亥东冬两日工事全毁，我残余官兵百余人仍利用阵前尸体为障碍，与敌短戈相接掷石肉搏格斗，惨烈空前，壮烈无比，用能牵制敌第三、六十八、一一六各师团及四十师团之一部，消耗敌兵万余人，达成诸军合围之功”；第74军炮兵团因“配属五十七师守备常德，步炮协同确实，发挥炮兵最大之威力，予敌彻底之歼灭，迨炮弹告馨即参加步兵战斗，专以投掷手榴弹与敌冲杀，牺牲殆尽，开特种兵战斗之光荣”，国民政府各给予荣誉旗。
12月，蒋介石手令薛岳将第七十四军副军长兼57师师长余程万解送重庆军法审判。委座令判死刑，军法执行总监何成濬特减处有期徒刑五年，1944年12月21日获委座核准。1945年3月8日委座批复减刑至两年半，并调回军中服刑。1945年11月23日委座批复免余刑。

### 1944年
1944年2月，王耀武升任第二十四集團軍（下辖第73、74、100军）总司令，李琰升任第57师师长。
2月，王耀武等人参加第四次南岳军事会议。2月11日在会上报告第七十四军作战与自我检讨。2月14日下午，委座做《对于常德会战之讲评与今后整训反攻之要务》，称“第五十七师师长余程万天天以无线电向各方汽院，泄漏机密，本来日军准备撤退，因洞悉城内空虚慌乱情形，遂决定继续攻城。余程万在最后五分钟抛弃伤员，单独潜逃，须受军法审判。”
3月，前57師師長，後轉任国民革命军第一百军之施中誠接任七十四軍軍長。
5月，七十四軍投入長衡會戰，野砲營調撥4門三八式野砲至衡陽支援國民革命軍第十軍防務。因在“策应粤汉路作战中忠勇效命斩获颇多”获颁陆海空军武功状。
6月，張靈甫升任副軍長，蔡仁杰升任58師師長，此時七十四軍下第51師，師長周志道；第57師，師長李琰；第58師，師長蔡仁杰。 
8月，七十四軍领到美制75山炮12门、60迫击炮108门，強化基層部隊火力。

### 1945年
2月，七十四軍被列入美械軍換裝計劃，撥交M1式81公厘迫擊炮、M1點一一衝鋒槍、五五戰防槍、巴祖卡火箭筒等輕兵器補充基層火力。截至4月15日，军部实有9196人，已发美械无；第51师实有9197人，已发美械60%；第57师实有9431人，已发美械60%；第58师实有8966人，已发美械无。
3月，張靈甫被选送陆军大学将官班甲级第二期学习，1945年6月毕业。
1945年4月9日爆發湘西會戰，日軍以奪取芷江空軍基地為目標，戰役中最後一場戰鬥的主戰場在雪峰山東麓洞口縣的高沙、江口、青岩、鐵山一帶。6月1日，日軍第47師團餘部全線後撤，至此，日軍各部全線退回雪峰山戰役之前防線，恢復戰前態勢。
七十四軍則在休整期間繼續進行美械化換裝。
1945年8月15日，日本宣佈無條件投降，9月，接受衡阳日军第58师团投降。第57师配属新编第6军从芷江空运南京受降，並擔任南京守備任務至1946年6月。在南京补充汪伪警备军5500余人、以及1400被俘及治愈归队人员。

## 整編及國共內戰

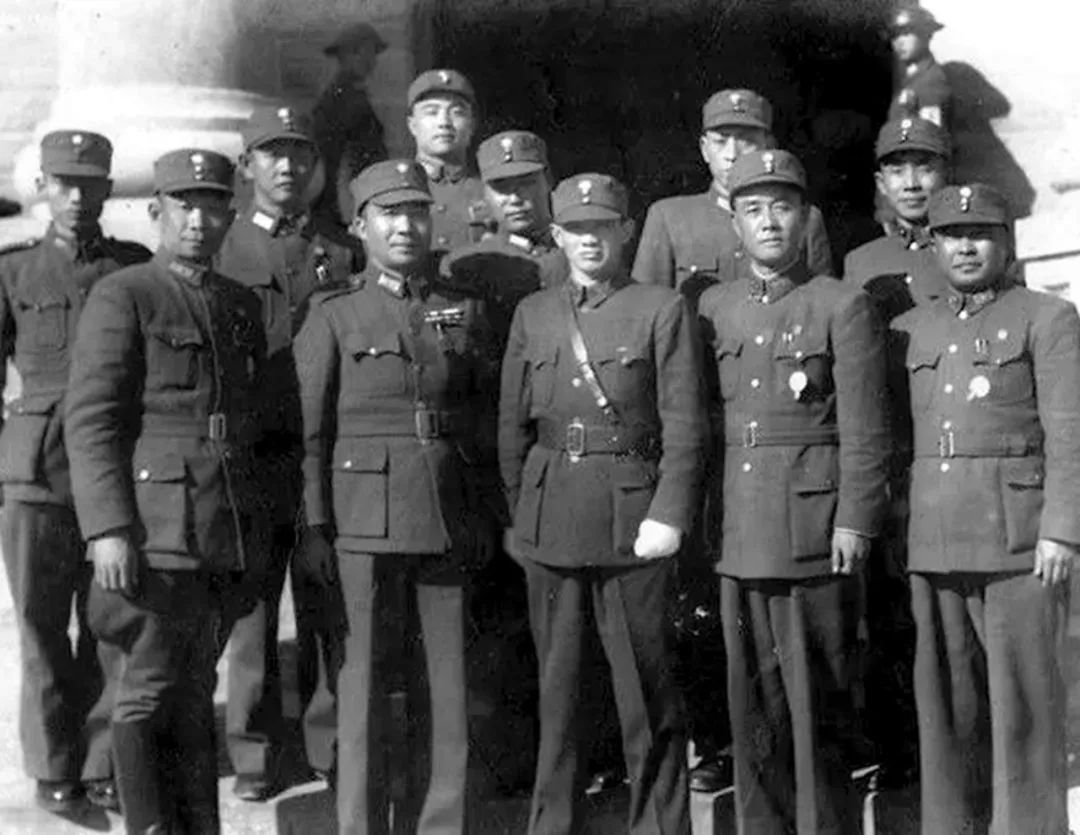
1945年，74军历任军长和军官合影。前排左起邱维达、王耀武、俞济时、施中诚、吴鸢

第二次世界大戰結束後，依據1946年1月10日召開的政治協商會議，軍事問題分組委員會根據青年黨所提「停止軍事衝突實行軍隊國家化案」、民主同盟所提「實現軍隊國家化並大量裁兵案」、國民黨所提「全國軍隊國家化確保軍政軍令之統一案」，以及繆嘉銘所提「請迅速大量裁兵案」，開會商討四次，於1月25日獲得協議。國民黨已定6個月內整編為90個師，總人數180萬，中共先行整編為20個師，總人數40萬。
依據此協議於1946年3月將第七十四軍改編為整編第七十四師，由原先4萬5,000人的攻擊軍縮編為3萬多人的整編師，全副美械裝備。中將師長張靈甫兼任南京警備司令，下轄整編第五十一旅（陳傳鈞）、整編第五十七旅（陳噓雲）、整編第五十八旅（盧醒）。
全师美械裝備有12門105mm榴彈砲（卡車牽引）、36門75mm山砲、108門M2 4.2英吋迫擊炮（騾馬牽引）、108門81mm迫擊砲（騾馬牽引）、108門37mm戰防砲（吉普車牽引）、486門60mm迫擊砲、255具火焰噴射器、324具M1“巴祖卡”火箭筒、324挺7.62mm白朗寧M1917水冷式重機槍、1,080挺M1918A2輕機槍、2,400支M1湯姆森衝鋒槍和M1卡賓槍、4,800支M1903春田步槍，軍官配有M1911A1手槍。無線電配備到連，共有機動車輛約300輛、騾馬1,000匹。
1946年7月至9月22日淮陰戰役。在第7军配合下攻占两淮。
1946年10月4日至11月1日，一戰漣水，不克，撤回淮阴。伤亡6,000余人，其中整57旅第170团仅余百人生还。
1946年12月3日至12月16日，二戰漣水，顺利攻克。
1947年5月11日至5月16日，孟良崮戰役，整編第七十四師遭到解放軍華東野戰軍第1、4、6、8、9縱隊圍殲，全師覆滅，損失3萬2,000人（含83師19旅57團）。该战役团以上军官情况：
- 师长张灵甫（阵亡），副师长蔡仁杰（阵亡），参谋长魏振钺（被俘），副参谋长李运良（被俘），炮兵指挥官王玉卿（阵亡）
- 第51旅旅长陈传钧 （被俘），副旅长皮宣猷 （被俘），参谋长林铸年（被俘后逃走）
  - 第151团团长王奎昌（突围）
  - 第152团团长：谢恺堂（突围）
- 第57旅旅长陈嘘云（被俘），副旅长明灿（阵亡），参谋长王重之（阵亡）
  - 第170团团长冯继异（突围）
  - 第171团团长周少宾（阵亡）
- 第58旅旅长卢醒 （阵亡），副旅长：贺翊章（被俘）， 参谋长：程金波（被俘）
  - 第172团团长李仁俊（突围）
  - 第173团团长雷励群（被俘）
- 辎重团团长：黄 政（垛庄被俘）
- 整编第83师第19旅第57团（随整74师一起被围歼）：团长罗文浪（被俘）

### 第一次重建
1947年夏，國民革命軍以整編第七十四師未參加孟良崮戰役的3個新兵教導團(每个整编旅一个)和1個榴彈砲營（因地形不利机动，榴弹炮营及所属12门105mm榴弹炮留置临沂，未参战）作為基礎，加上該師歸隊的傷癒官兵以及補充兵为整编第51旅。孟良崮戰役后华野下令整74师的俘虏一个不放，所以释放或逃回的极少。整编第57旅则是以调入的山东警备旅为基干，然后补充升格而成，旅的中下级军官全是由第二绥靖区所属军官总队和学兵总队编补，虽列入74师序列，但一直拱守济南，未参与74师军事行动。廣東航空警備旅(原航空委员会特务旅)沿用了整编第58旅的番号。重建整編第七十四師
- 師長邱維達(黄埔四期，曾任王耀武的第24集团军和第四方面军参谋长，整编第74师中将副师长，在孟良崮戰役時兼任台(儿庄)棗(庄)警備司令并没有随军行动)，参谋长李仁俊（原172团长）
- 第五十一旅（旅長王夢庚，黄埔六期步兵科，原153团团长，整51旅副旅长），副旅长谢恺棠（原152团长），参谋长聂之忱
  - 151团团长王克已
  - 152团团长谢恺棠 （兼）
  - 153团团长毛如德
- 第五十七旅（旅長程有秋，黄埔五期政治科、陆军大学第十六期，曾任第一百军参谋长、王耀武第二十四集团军副参谋长、第一百军第六十三师副师长），副旅长杜鼎，参谋长冯继异（原170团长）
  - 169团团长张嘉琳
  - 170团长冯继异（兼）
- 第五十八旅（旅長罗幸理，黄埔八期，陆军大学第十六期，曾任王耀武第四方面军副参谋长），副旅长王奎昌（原151团长），参谋长林铸年、副参谋长陶富林
  - 172团团长刘炳均
  - 173团团长蒋立先
  - 174团团长蔡锷亚

此時的整編第七十四師，80%是新兵，裝備也是日式和美式混雜。1947年11月，解放軍釋放一批國軍被俘的連、營、團級軍官，其中一些老第七十四師的一些軍官又被派到新第七十四師，而且多數官升一級，這些軍官將老第七十四師的訓練和傳統沿襲下來，加上還有一些老兵，可以說還有一些第七十四師的骨幹，所以新第七十四師戰鬥力雖然與老第七十四師還是有差距，但整體來說還是優於一般部隊。 
經過半年多整訓，整編第七十四師於1948年1月列入徐州陸軍總部序列，並於1月底開赴安徽省阜陽、蒙城。從2月開始，與當地親共產黨地方武裝發生過多次戰鬥培訓部隊實戰經驗。 
1948年3月29日至4月3日，參與阜陽戰役激战七天七夜，援兵相继赶到， 解放军没能攻下阜阳。
1948年6月至7月6日參與豫東戰役。1948年7月，74军移驻商丘，划归邱清泉第二兵团。
1948年9月至9月22日濟南戰役整编第58旅空援了7个连1000余人到济南，在核心城区的防守中非常顽强，带队172团团长刘炳均以下大部阵亡（刘本人重伤被俘），也给华野攻城部队造成了较大牺牲。
1948年9月，國軍恢復軍、師級番號後，整編第七十四師改稱第七十四軍，下轄第五十一師和第五十八師，移駐商邱，隸屬邱清泉指揮的第二兵團。1948年11月6日至1949年1月10日徐蚌會戰。潘塘战斗中跟华野苏北兵团对战，解放军主动撤离后，邱清泉以此宣传“潘塘大捷”。第七十四軍在陳官莊包围圈中遭解放軍華東野戰軍第4、9、10縱隊圍殲，全軍覆滅。中将军长邱维达被俘。副军长兼第51师师长王梦庚阵亡。

### 第二次重建
1949年2月中華民國政府浙江省第二次重建第七十四軍，兵源由第九編練司令部徵召的浙江籍新兵撥發，曾任第51师步兵指挥官的勞冠英任軍長，該軍下轄第五十一師、第五十七師、第五十八師、暫編第一師、暫編第二師共5個師。51师师长谢恺棠（孟良崮时任152团团长）；57师师长冯继异（孟良崮时任170团团长）；58师师长王奎昌（孟良崮时任151团团长）。雖然編製龐大，但人員不足、缺乏裝備、更缺乏具有經驗的軍官訓練，戰鬥力相較以往第七十四軍大幅下降。 
4月，才組建兩個月的第七十四軍隸屬京滬杭警備司令部，駐扎在浙江省蘭溪，作為長江防線的二線部隊。解放軍發動渡江戰役後，第七十四軍迅速南撤福建逃脫了被殲處境，但是撤退中因解放軍追擊與掉隊等，到福州時隸屬的五個師整併入第五十一師內。 
5月，國軍對福建部隊進行整編，第七十四軍與第八十五軍合併，除了五十一師外第八十五軍的第二十三師與二一六師編入第七十四軍指揮，軍長仍為勞冠英，全軍僅1.5萬人（缩编为两师制乙种军，下辖第51师，师长谢恺棠；216师，师长谷允怀），隸屬於李延年指揮的第六兵團，負責福州北部的防衛。在閩北最後的幾個月內第七十四軍仍積極的補充兵力缺額，在7月時勞冠英向上級呈報時稱全軍人數21,658人，然而所有部隊都缺乏武器因此戰力有限。 
8月初，解放軍發動福州戰役，此時第七十四軍已不堪一擊了，第二十三師大部和第二一六師一部均在福州外圍被殲。8月18日，勞冠英率殘部退往琅岐島，隨後撤往馬祖，此時第七十四軍殘餘人數不到5,000人。1949年10月，為了強化平潭島防衛能力，剩餘的第七十四軍殘兵全部編入第五十一師內，改隸至李天霞指揮的國民革命軍第七十三軍，第七十四軍的番号转给了云南卢汉。

## 滇系部队
1949年8月底，蔣介石為了拉攏雲南地方實力派、時任雲南省政府主席的盧漢，允諾給予雲南保安部隊2個軍的番號，其中包括第七十四軍這一番號。1949年10月，滇軍新編第十三軍（原雲南保安團擴編）就改番號為第七十四軍（隸屬第八兵團，實際上衹是紙上文件，該軍從沒有歸第八兵團指揮過），軍長余建勛，下轄第一八四師（瞿琢）、第二五九師（保如光）和第二六〇師（尹集生）。 
1949年12月12日，盧漢在昆明向解放軍投诚，第七十四軍作為他的嫡系部隊也隨之投诚，改番號為暫編雲南人民解放軍第12軍，軍長仍為余建勛。後經過中共教育改造，補入雲南軍區部隊。

## 西北军部队
1950年代，撤退來台的國軍進行部隊建制番號的整編，原国民革命军第三十九師（西北军庞炳勋部）在1952年改番号為中华民国国军第五十七師，1976年改代称為軍魂部隊，現為陸軍步兵二五七旅。尽管国军一方认定该部繼承第七十四軍的歷史，但两支部队实质上没有直接渊源。

## 《七十四軍軍歌》
詞：田漢
曲：任光

起來，弟兄們，是時候了，

我們向日本強盜反攻。

他，強佔我們土地，殘殺婦女兒童。

我們保衛過京滬，大戰過開封，

南潯線，顯精忠，

張古山，血染紅。

我們是74軍將士，抗日的先鋒！

74軍將士，抗日的先鋒！

我們在戰鬥中成長，我們在炮火裡相從。

我們死守過羅店，保衛過首都，

我們馳援過徐州，大戰過蘭封！

南潯線，顯精忠，

張古山，血染紅。

我們是人民的武力，愛國的先鋒！

民族的武力，愛國的先鋒！
起來！弟兄們，是時候了!

踏著先烈的血跡，瞄準敵人的心胸，

我們愈戰愈勇，愈殺愈勇。

我們，抗日必定勝利！建國必定成功！
南潯線，顯精忠，

張古山，血染紅。

我們是國家的武力，民族的先鋒！
抗日必定勝利！建國必定成功！

### 引用
1. ↑  杨保森：《西北军人物志》“王金韬(1884—1928)”词条，中国文史出版社，2015年1月版，ISBN：9787503453564
2. ↑  《滁州历史大事》，来源：滁州市人民政府台湾事务办公室官网
3. 1 2 3  《安徽省志02 大事记》民国时期(1912~1949年9月)
4. ↑  《合肥市志》卷二十五军事 第五章兵事记略 第二节抗击北洋军阀 之  马祥斌合肥守卫战
5. ↑  张新志：《北伐战争中的安徽战场》，安徽大学硕士学位论文，2013年。
6. ↑  《夏邑县历史大事记》，来源：夏邑县政府网。
7. ↑  王子义：“回忆杨虎城将军-一九二八年杨虎城将军的出国和第十军险恶的历程”，发表于《回忆杨虎城将军》，陕西省政协文史资料研究会编，陕西人民出版社，1986年版。
8. ↑  庐阳区档案局：《四牌楼的变迁》，来源：合肥市庐阳区人民政府网，发表时间：2022-8-1
9. ↑  邱岭整理：“邱维达的抗战文稿”，《钟山风雨》，2005年03期，第4-6页。
10. ↑  蒋中正1946年《机密（甲）10080号手令》：“在每旅辖二个团的编制下，师长旅长作战中留置必要部队之后，一线兵力极为薄弱，如三旅六团制之整编师，师长旅长各控制一个团，则一线仅有二个团；如二旅制之师，前线作战兵力，仅有一个团。如此影响作战甚大。令到着即改每旅辖三团”。据此，1947年上半年，整74师在后方开始为每个旅训练一个新团，然未及完成整训加入编制，整74师即已覆没。
11. ↑  鄭為元：〈撤台前後的陸軍整編（1949—58）〉
12. ↑  .   [2019-10-31]. （原始内容存档于2020-07-18）.
13. ↑  .   [2019-10-31]. （原始内容存档于2020-07-18）.